# MetroLyrics
MetroLyrics是一个歌词收集网站，于2002年创建，该网站已收集16,000名歌手的100万支歌曲。该网站于2011年10月被CBS互动收购，並於2021年6月29日下線。